# Duartina
Duartina est une municipalité brésilienne de l'État de São Paulo et la Microrégion de Bauru.